# Мар'єнко Анна-Аріна Вікторівна
Мар'єнко Анна-Аріна Вікторівна (нар. 2 січня 1992) — колишня російська тенісистка.
Найвищу одиночну позицію світового рейтингу — 411 місце досягла 4 липня 2011, парну — 338 місце — 20 грудня 2010 року.
Здобула 5 парних титулів туру ITF.

## Фінали ITF
| Турніри $100,000 |
| Турніри $75,000  |
| Турніри $50,000  |
| Турніри $25,000  |
| Турніри $10,000  |

### Одиночний розряд: 1 (поразка)
| Результат | Дата     | Турнір                    | Покриття | Суперниця      | Рахунок       |
| --------- | -------- | ------------------------- | -------- | -------------- | ------------- |
| Поразка   | Сер 2010 | ITF St. Petersburg, Росія | Ґрунт    | Надія Гуськова | 2–6, 6–7(5–7) |

### Парний розряд: 7 (5–2)
| Результат | Ранг | Дата     | Турнір                 | Покриття  | Партнерка                 | Суперниці                             | Рахунок          |
| --------- | ---- | -------- | ---------------------- | --------- | ------------------------- | ------------------------------------- | ---------------- |
| Поразка   | 1.   | Лют 2010 | ITF Берні, Австралія   | Тверде    | Тімеа Бабош               | Джессіка Мор Родіонова Аріна Іванівна | 2–6, 4–6         |
| Перемога  | 2.   | Тра 2010 | ITF Москва, Росія      | Ґрунт     | Ekaterina Yakovleva       | Марина Шамайко Александра Крунич      | 6–2, 6–2         |
| Перемога  | 3.   | Чер 2010 | ITF Алкмар, Нідерланди | Ґрунт     | Світлана Пироженко        | Еліне Буйкенс Моніка Вейнерт          | 6–3, 6–1         |
| Поразка   | 4.   | Чер 2010 | ITF Rotterdam, Holland | Ґрунт     | Ekaterina Yakovleva       | Івета Герлова Яна Орлова              | 4–6, 6–4, [5–10] |
| Перемога  | 5.   | Гру 2010 | ITF Вінарос, Іспанія   | Ґрунт     | Arabela Fernandez-Rabener | Крістіна Діну Йонела-Андрея Йова      | 7–6(7–4), 7–5    |
| Перемога  | 6.   | Гру 2010 | ITF Бенікарло, Іспанія | Ґрунт     | Arabela Fernandez-Rabener | Анастасія Гримальська Андрея Вейдяну  | 6–3, 7–6(7–1)    |
| Перемога  | 7.   | Бер 2012 | ITF Москва, Росія      | Килим (i) | Маргарита Гаспарян        | Валентина Івахненко Катерина Козлова  | 3–6, 7–6, [10–6] |